# Darkman II: El regreso de Durant
Darkman II: El regreso de Durant (título original: Darkman II: The Return of Durant) es una película de acción de 1995 dirigida por Bradford May. Es una secuela de Darkman y es una película para video protagonizada por Arnold Vosloo, Larry Drake y Kim Delaney.

## Argumento
Poco después de derrotar al jefe criminal Robert G. Durant, el desfigurado científico Peyton Westlake continúa intentando perfeccionar la fórmula de su piel sintética, financiando su investigación robando a criminales bajo el nombre de "Darkman". Su piel sintética aún está limitada por la fotosensibilidad y solo dura 99 minutos en la luz antes de descomponerse. Aunque se creía muerto tras su enfrentamiento contra Westlake, Durant permanecía en estado de coma hasta que despierta repentinamente. Tras esto reúne a algunos de sus antiguos asociados y les ordena que liberen de prisión a un brillante criminal llamado Dr. Alfred Hathaway, quien había comenzado previamente a diseñar armas de rayos de partículas altamente experimentales; Durant quiere que complete el diseño para poder vender estas armas en el mercado negro.
Westlake, disfrazado y con un nombre falso, conoce y entabla amistad con un científico llamado David Brinkman, quien también trabaja en una fórmula similar para la piel sintética. Brinkman ha logrado superar la barrera de fotosensibilidad de 99 minutos de la piel sintética de Westlake, aunque su fórmula tampoco es permanente. Westlake sugiere que ambos formen una alianza para finalmente descifrar el código y crear piel permanente; Brinkman acepta con gusto. Westlake también conoce brevemente a Laurie, la hermana de Brinkman, quien tiene una relación inestable con su hermano.
Durant pone sus ojos en el laboratorio de Brinkman ya que es uno de los pocos edificios de la ciudad con las instalaciones necesarias para el desarrollo de sus armas y cuando Brinkman rechaza sus ofertas de compra, Durant ordena a sus hombres torturarlo y asesinarlo. Westlake descubre el cuerpo de Brinkman y nota que le han amputado un dedo, lo que coincide con la costumbre de Durant de coleccionar dedos de sus víctimas. Al darse cuenta de que su antiguo enemigo sigue vivo, Westlake jura venganza. 
Hathaway completa sus armas de rayos de partículas, que poseen poder suficiente para destruir pequeños edificios de un solo disparo y Durant inicia negociaciones con un grupo de supremacista blanco para que sean sus primeros clientes.
Westlake contacta a la prestigiosa reportera Jill Randall para obtener más información y esta, tras sospechar de su comportamiento, investiga sus huellas dactilares, deduce su verdadera identidad y lo rastrea para revelarle que está investigando el posible regreso de Durant. Westlake, a regañadientes, acepta colaborar con ella y pronto se hacen amigos; sin embargo, cuando Jill publica un reportaje de última hora sobre el regreso de Durant, es asesinada con un coche bomba, lo que enfurece aún más a Westlake.
Westlake se entera de que Durant intenta comprar el edificio de Brinkman a Laurie por lo que se propone protegerla, pero no puede impedir que Durant la secuestre tras su negativa a venderlo. Usando su piel sintética se disfraza como los matones de Durant y se infiltra en su base de operaciones. En la pelea que sigue, los hombres de Durant, Hathaway y los compradores mueren mientras que Westlake salva a Laurie.
Durant intenta huir en su coche sin embargo, no se da cuenta hasta que es demasiado tarde de que Westlake ha imitado su ejemplo y ha instalado una bomba en el vehículo; donde finalmente muere en la explosión.
Westlake se despide de Laurie y más tarde ve un reportaje sobre la muerte de Jill y en homenaje a la memoria de sus amigos, promete continuar su lucha en solitario contra el crimen y la injusticia.

## Reparto
- Arnold Vosloo - Darkman/Dr. Peyton Westlake
- Larry Drake - Robert G. Durant
- Kim Delaney - Jill Randall
- Renée O’Connor - Laurie Brinkman
- Lawrence Dane - Dr. Alfred Hathaway
- Jesse Collins - Dr. David L. Brinkman
- David Ferry - Eddie

## Producción
El hecho que la primera película fuese aclamada por parte de la crítica hizo que la Universal volviera a tomar los personajes del film para realizar una secuela. Aun así fue planteada como una producción de serie B, sin casi ninguno de los intérpretes de la primera película.
La película fue rodada en Ontario, Canadá.